# Brazola

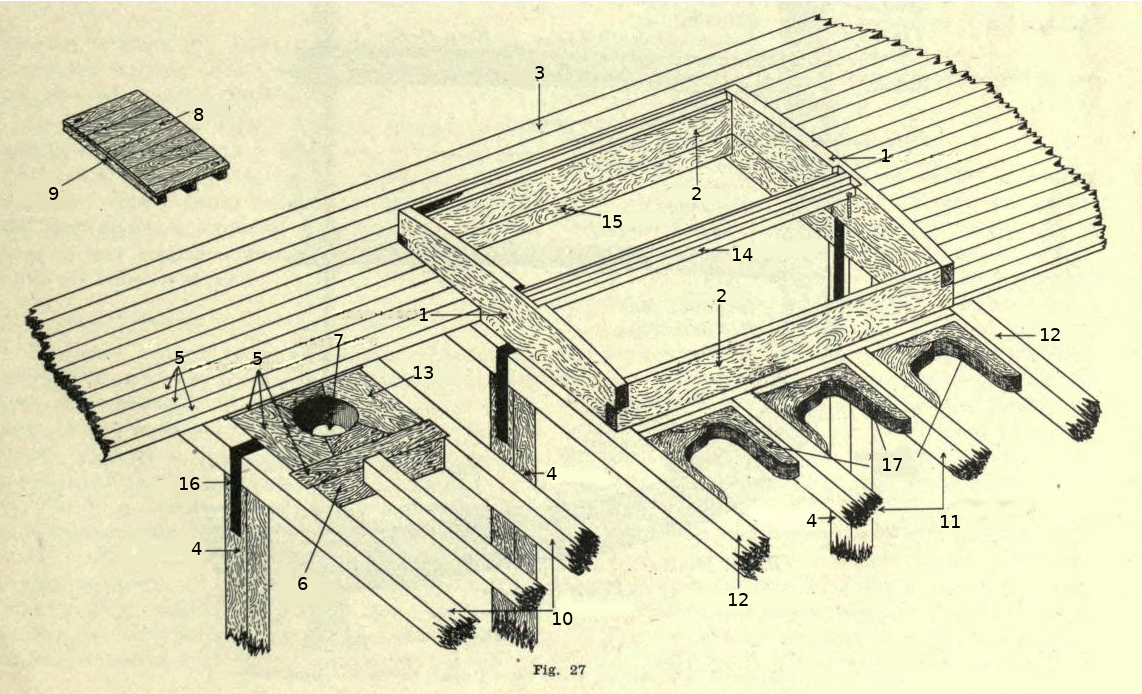
1.-Brazola
2.-Eslora de escotilla
3.-Cubierta
4.-Puntal
5.-Traca
6.-Llave de fogonadura
7.-Fogonadura
8.-Cuartel
9.-Eslora de tapa de escotilla
10.-Bao de fogonadura
11.-Semibao de escotilla
12.-Bao de escotilla
13.-Mallete
14.-Galeota de escotilla
15.-Carlinga
16.-Fleje
17.-Curva
Ref.: Diccionario enciclopédico marítimo (inglés-español), por Luis Delgado Lamelland.

En náutica, la Brazola (ant. Barzola, Barzos) es cualquiera de los cuatro maderos o piezas que sobresalen de la cubierta en las cuatro caras o lados de toda boca de escotilla a fin de impedir la introducción del agua por ella, al tiempo mismo que sirven de asiento a los cuarteles con que se cierra. (fr. Bordure d'ecoutille; ing. Coaming of the hatch; it. Mascellao).

## Etimología
Distinguiendo entre los situados en uno u otro sentido se dice Brazola a los que van de babor a estribor y Esloras a los que están de popa a proa. Mas otros constructores, bien que reconozcan el uso que ha consagrado la generalidad de la primera denominación, ni convienen en ella como técnica, ni admiten en manera alguna las particularidades de la distinción posterior, queriendo que la llamada por aquellos Brazola o se institule Contrabrazola, y que la primera de estas dos denominaciones quede para la que se tiene por Eslora, cuyo nombre solo es propio de la pieza que se pone por debajo de la Brazola, cuando no es enteriza. Garc., Tom. y otros escriben Barzola, y aun el Voc. Nav. Barzos.
1. Garc.: El Doctor Diego García de Palacios (Vocabulario de los nombres que usa la gente de mar, Impreso en Méjico en 1587)
2. Tom.: Tomé Cano (Arte de fabricar naos, impreso en Madrid en 1611, en 4°)
3. Voc. Nav.: Vocabulario Navaresco del siglo XVI

## Tipos
- Brazola (Contrabrazola): son las brazolas que van de babor a estribor.

- Eslora (Brazola): son las brazolas que van de popa a proa.

## Descripción
Tiene por objeto elevar respecto a la cubierta principal el cierre de los espacios de carga, dificultando la entrada de agua al tiempo que da rigidez estructural a la apertura practicada en cubierta para acceder a las bodegas. Además, sirve de asiento y encaje a los cuarteles con que se cierra y poder sujetar la capa encerada con la que se acostumbra a impermeabilizar las juntas y ranuras de unión de los cuarteles.
No se designan con otro nombre las que van de babor a estribor, pero a las que van de popa a proa se les llama también esloras.
Asimismo, se denomina brazola, a las planchas gruesas colocadas sobre la cubierta o los baos, que constituyen la base de un puente cubierto o de un frontón o de un mamparo transversal que limita cualquier otra obra ligera alta, como alcázar, castillo, etc.